# نادي الشرطة (سوريا)
نادي الشرطة هو نادي كرة قدم سوري تأسس عام 1947، يلعب في الدوري السوري الممتاز.

## تاريخ
يعد من الأندية السورية العريقة الذي قدّم للمنتخب الكثير من النجوم، من الأسماء اللامعة في تاريخ النادي، نوري إدلبي ومحمود طوغلي وعزام غوتوق ومحمد خير ضاهر ورضوان سرور وهيثم برجكلي وعمر عليان وهاشم شلبي والحارس الطائر شاهر سيف ومن بعدهم محمد العطار وحاتم الغايب وطارق ملاح ومحمد سويداني وياسر قدو .

## الألقاب والإنجازات
الدوري السوري الممتاز
- البطل (مرتان): 1979-80، 2011-12.[1]

كأس سوريا (كأس الجمهورية)
- البطل (4 مرات): 1966، 1968، 1979، 1980.[2]
- الوصيف (مرتين): 2014-15، 2017-18.[2]